# Krasnozorinskij (Kraj Stawropolski)
Krasnozorinskij (ros. Краснозоринский) – osiedle w Rosji, w Kraju Stawropolskim, w rejonie nowoaleksandrowskim. W 2010 liczyło 1319 mieszkańców.